# Carla Dik-Faber

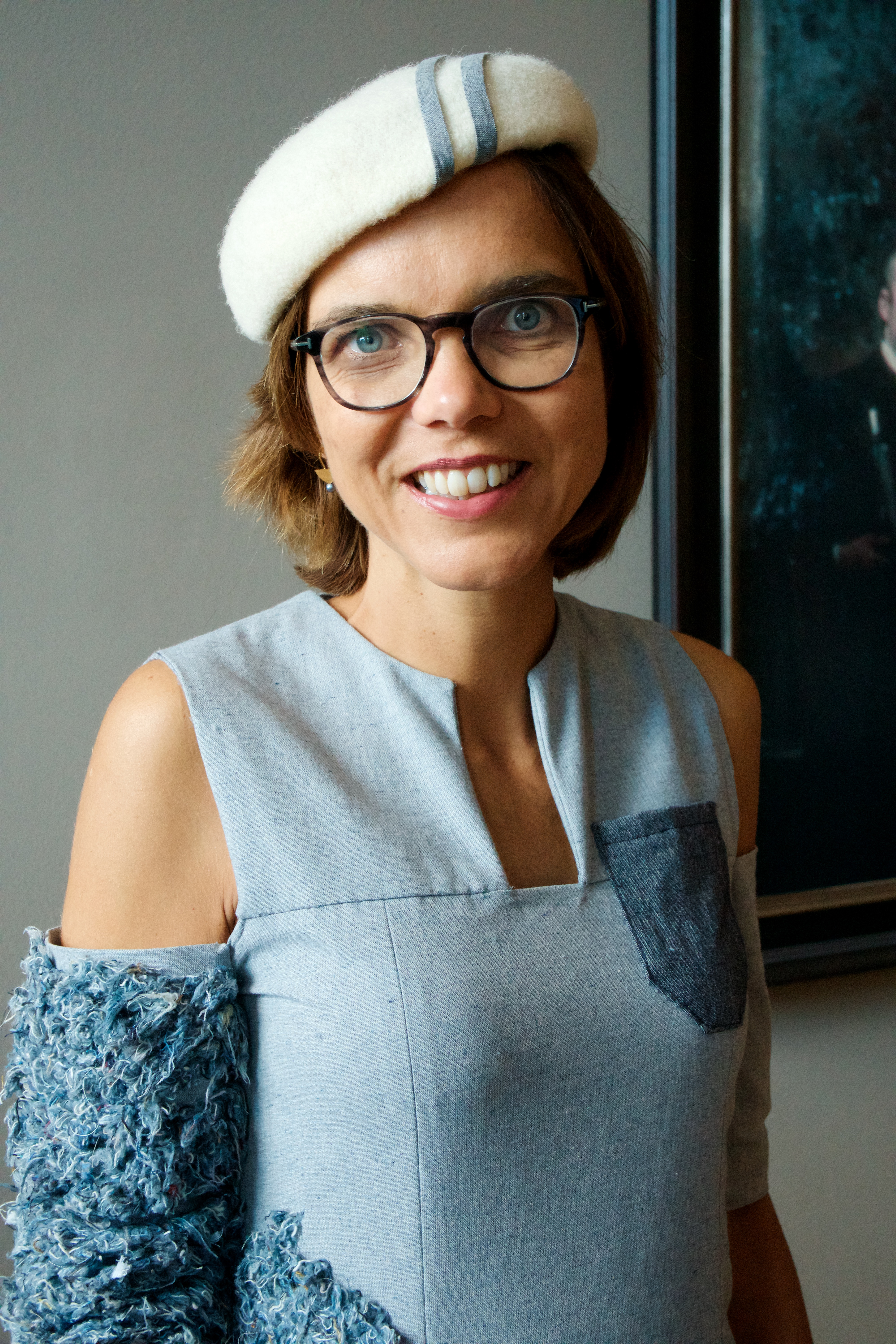
Carla Dik-Faber

Carla Dik-Faber (* 6. Mai 1971 in Voorburg) ist eine niederländische Kunsthistorikerin und Politikerin der ChristenUnie.

## Leben
Dik-Faber studierte Kunstgeschichte. Von 2003 bis 2010 war Dik-Faber Mitglied im Gemeinderat von Veenendaal. Von 2007 bis 2012 war Dik-Faber Mitglied im Provinciale Staten der Provinz Utrecht. Seit 2012 ist Dik-Faber Abgeordnete in der Zweiten Kammer der Generalstaaten für ChristenUnie.